# Ossian Smyth
Ossian Smyth est un homme politique irlandais du Parti Vert qui est ministre d'État depuis juillet 2020.
Il est Teachta Dála (TD) pour la circonscription de Dún Laoghaire depuis 2020.

## Biographie
Ossian Smyth est titulaire d'un baccalauréat ès arts en informatique du Trinity College de Dublin.
Il est élu au conseil du comté de Dún Laoghaire-Rathdown pour la zone électorale locale de Dún Laoghaire lors des élections locales de 2014. Il est Cathaoirleach du conseil du comté de 2018 à 2019. Il est réélu au conseil aux élections locales de 2019 et aux élections générales de février 2020, il est élu député pour Dún Laoghaire,.
À la suite de la formation d'un nouveau gouvernement du Fianna Fáil, du Fine Gael et du Parti vert, Smyth est nommé ministre d'État le 1er juillet 2020,,. Il est nommé ministre d'État au Département des dépenses publiques et de la réforme, chargé des marchés publics et de l'administration électronique, et ministre d'État au ministère de l'Environnement, du Climat et des Communications, chargé des communications et de l'économie circulaire,.